# Fiodor Jarcinski
Fiodor Jarcinski (în rusă Фёдор Жарчинский; n. 1 iulie 1913, Rașcov, Ținutul Olgopol, Gubernia Podolia, Imperiul Rus – d. 21 aprilie 1945, Provinz Brandenburg, Statul Liber Prusia⁠(d), Prusia) a fost un militar sovietic, participant al celui de-Al Doilea Război Mondial și Erou al Uniunii Sovietice (distins postum în 1945). 

## Biografie
S-a născut în satul Rașcov din ținutul Olgopol, gubernia Podolia (Imperiul Rus), în familia unui cioban. A studiat la Institutul Pedagogic din Kiev, după care a lucrat ca profesor. A devenit membru al PCUS în 1943.
A fost mobilizat în Armata Roșie în iulie 1941, din aceeași lună pe front. În 1942 a absolvit Școala de tancuri din Poltava.
Pentru curajul în bătăliile de lângă satul Novolozuvatka și în apropiere de Bojedarivka, regiunea Dnipropetrovsk, în calitate de comandant al tancului, a fost distins cu Ordinul Stelei Roșii.
S-a remarcat în special în timpul Bătăliei Berlinului. A fost ucis în luptă la 21 aprilie 1945, în apropierea orașului Treuenbrietzen, în timpul unei operațiuni de cercetare.
Printr-un decret al prezidiului Sovietului Suprem al URSS din 27 iunie 1945, i-a fost acordat postum titlul de Erou al Uniunii Sovietice pentru îndeplinirea exemplară a sarcinilor de comandă, curajul și eroismul arătat în același timp.